# Torneo femenino de hockey sobre césped en los Juegos Olímpicos de Los Ángeles 1984
El torneo de hockey sobre césped femenino de los Juegos Olímpicos de Los Ángeles 1984 se llevó a cabo en el Estadio Weingart del 31 de julio al 10 de agosto de 1984.  
Seis equipos compitieron en un grupo único bajo un sistema de todos contra todos . Países Bajos ganó el torneo, terminando en la cima del grupo al final del torneo. Alemania Occidental ganó la medalla de plata al terminar segundo. Estados Unidos y Australia se enfrentaron en una tanda de penaltis por la medalla de bronce tras terminar empatados en puntos y diferencia de goles. El conjunto norteamericano ganó por 10-5 y se llevó el tercer lugar. 

## Grupo Único
| Puesto            | Equipo                    | J | G | E | P | GF | GC | DG  | Pts |
| ----------------- | ------------------------- | - | - | - | - | -- | -- | --- | --- |
| Medalla de oro    | Países Bajos (NED)        | 5 | 4 | 1 | 0 | 14 | 6  | +8  | 9   |
| Medalla de plata  | Alemania Occidental (RFA) | 5 | 2 | 2 | 1 | 9  | 9  | 0   | 6   |
| Medalla de bronce | Estados Unidos (USA)      | 5 | 2 | 1 | 2 | 9  | 7  | +2  | 5   |
| 4.º               | Australia (AUS)           | 5 | 2 | 1 | 2 | 9  | 7  | +2  | 5   |
| 5.º               | Canadá (CAN)              | 5 | 2 | 1 | 2 | 9  | 1  | -2  | 5   |
| 6.º               | Nueva Zelanda (NZL)       | 5 | 0 | 0 | 5 | 2  | 12 | -10 | 0   |

## Medallero
| Evento          | Oro | Plata | Bronce |
| --------------- | --- | --- | --- |
| Torneo femenino | Países Bajos (NED) Carina Benninga Fieke Boekhorst Marjolein Eijsvogel Det de Beus Irene Hendriks Elsemieke Hillen Sandra Le Poole Anneloes Nieuwenhuizen Martine Ohr Alette Pos Lisette Sevens Marieke van Doorn Aletta van Manen Sophie von Weiler Laurien Willemse Margriet Zegers | Alemania (RFA) Gabriele Appel Dagmar Breiken Beate Deininger Elke Drüll Birgit Hagen Birgit Hahn Martina Koch Sigrid Landgraf Corinna Lingnau Christina Moser Patricia Ott Hella Roth Gabriela Schley Susanne Schmid Ursula Thielemann Andrea Weiermann-Lietz | Estados Unidos (USA) Beth Anders Beth Beglin Regina Buggy Gwen Cheeseman Sheryl Johnson Christine Larson-Mason Kathleen McGahey Anita Miller Leslie Milne Charlene Morett Diane Moyer Marcella Place Karen Shelton Brenda Stauffer Julie Staver Judy Strong |